# Eriogonum palmerianum
Eriogonum palmerianum là một loài thực vật có hoa trong họ Rau răm. Loài này được Reveal mô tả khoa học đầu tiên năm 1968.